# Ад-Дамазин
Ад Дамазин (араб. الدمازين) е столицата на провинция Сини Нил, Судан. Малик Агар Ейре е сегашния управител. Той членува в Народна освободителна армия на Судан и е глава на частта ѝ в провинцията. Освен това, Малик Агар е и заместник на главнокомандващия Салва Кир Маярдит.

## Транспорт
Ад Дамазин се обслужва от клон на националната железопътна мрежа. Въпреки това, много години линията до Дамазин не е продължена. Градът може да бъде достигнат с добър асфалтов път и чрез самолет. Пистата на летището най-често е използвана от Мисията на ООН в Судан и от суданското правителство.